# Josh Files
Josh Luke Files (Norwich, 9 gennaio 1991) è un pilota automobilistico britannico vincitore del TCR Europe Touring Car Series 2019.

## Palmarès
- TCR Europe Touring Car Series 2019: 1
2019
- TCR Middle East Series: 1
2017
- TCR Germany Touring Car Championship: 2
2016, 2017
- Renault Clio Cup United Kingdom: 1
2013
- Eurocup Clio: 1
2013